# سول يتحدث
سول يتحدث (بالإنجليزية: Talking Saul)‏ هو برنامج حواري مباشر يستضيفه كريس هاردويك والذي ناقش حلقات المسلسل التلفزيوني إيه إم سي من الأفضل الاتصال بسول، والذي تم بثه من 15 فبراير 2016 إلى 8 أغسطس 2022. شمل الضيوف المميزون في البرنامج طاقم التمثيل وأعضاء الطاقم من من الأفضل الاتصال بسول.

## وصلات خارجية
- سول يتحدث  في قاعدة بيانات الأفلام على الإنترنت (بالإنجليزية) (بالإنجليزية)